# Azzano San Paolo
Azzano San Paolo är en ort och kommun i provinsen Bergamo i regionen Lombardiet i Italien. Kommunen hade 7 597 invånare (2018).